# Husvik
Husvik es una antigua estación ballenera abandonada, que se encuentra en la costa norte-central de la isla San Pedro. 
Dicha isla forma parte del archipiélago de las Georgias del Sur, considerado por la Organización de las Naciones Unidas (ONU) como un territorio en litigio de soberanía entre el Reino Unido —que lo administra como parte de un territorio británico de ultramar— y la República Argentina, que reclama su devolución, y lo incluye en el departamento Islas del Atlántico Sur de la provincia de Tierra del Fuego, Antártida e Islas del Atlántico Sur.
Fue una de las tres estaciones de la bahía Stromness, las otras dos eran Puerto Leith y Stromness.

## Historia
Husvik inicialmente comenzó en 1907 como una factoría flotante costa afuera. En 1910 fue construida una estación costera y permaneció en operaciones hasta 1930. El negocio fue reasumido una vez más entre 1945 y 1960. Puerto Husvik fue también el sitio del tercer intento de introducción del Rangifer tarandus en Georgias del Sur en 1925.
Una de las compañías que explotaba la factoría era Tonsberg Whaling Company de Noruega. Durante los años de su funcionamiento existieron una serie de vías férreas que partían desde el muelle. También hubo galpones y depósitos para las máquinas. Las vías y vagones volcadores permanecen en su sitio en la actualidad.
Las tres estaciones balleneras: Husvik, Stromness y Leith, que estaban vinculadas por un camino a lo largo de la playa. Durante la era ballenera, los balleneros de Stromness y Husvik podían usarlo para dirigirse a Puerto Leith a ver cine. El camino puede ser usado aún, pero en algunos lugares se vuelve intransitable por la agresividad territorial de los lobos marinos durante su época de reproducción (noviembre a diciembre).
La planta de congelamiento fue desmantelada y trasladada a Grytviken en 1960, y las operaciones balleneras en Husvik cesaron permanentemente. Posteriormente, científicos del British Antarctic Survey usaron las instalaciones de la villa de directivos de Husvik como un refugio temporal cuando realizaban los trabajos en la zona hasta mediados de 1990. Más recientemente, las instalaciones fueron usadas en diciembre de 2003 por jóvenes expedicionarios de la British Schools Exploring Society como campamento para un número de proyectos científicos y de exploración.
Como con Puerto Leith, Stromness, y Puerto del Príncipe Olav, la estación ballenera ha sido declarada por el gobierno británico de las Islas Georgias del Sur y Sandwich del Sur como peligrosa para los visitantes, debido al peligro de colapso de los edificios. Los visitantes deben permanecer a más de 200 metros de las estructuras. El acceso a la villa de directivos fue prohibido en 2010 cuando el límite del área prohibida de 200 metros fue formalizada en la legislación del gobierno británico de las islas.
El muelle está dentro del área prohibida, por lo que no se permite su uso y está en muy mal estado. Una colonia de cormoranes de ojos azules anida al final de cada año allí.
En el verano austral de 2005/6, el South Georgia Heritage Trust contrató un equipo de artesanos noruegos para restaurar algunos de los edificios de Husvik. En marzo de 2006 la villa de directivos, un edificio conocido como Radio Shack, y un pequeño generador cubierto fueron reparados y restaurados.
Al sur de Husvik hay un cementerio de balleneros en donde 34 hombres fueron enterrados entre 1924 y 1959.